# St. Karl Borromäus (Köln)

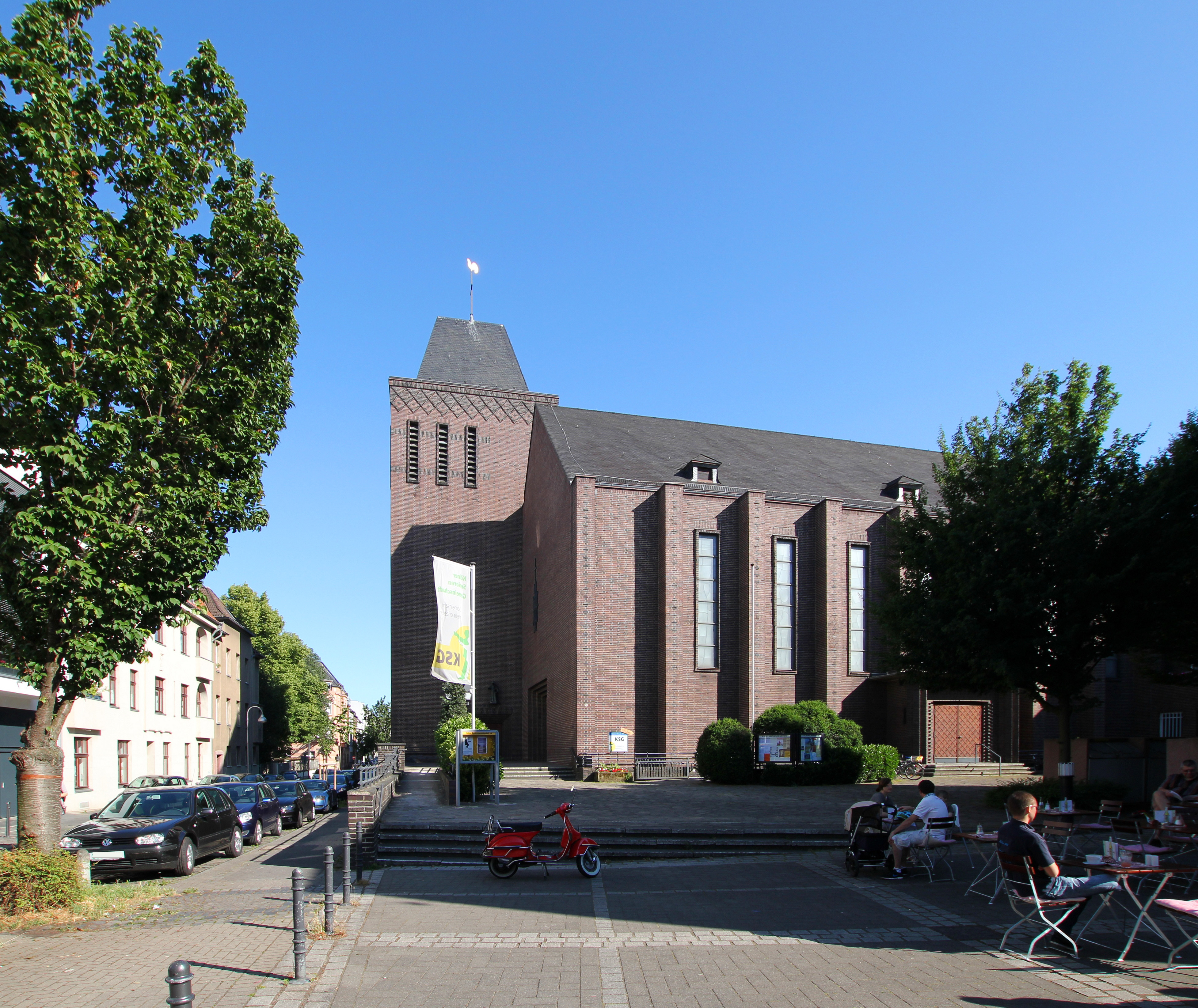
Ansicht von Norden (Zülpicher Straße/Redwitzstraße) (2011)

St. Karl Borromäus ist eine katholische Pfarrkirche im Kölner Stadtteil Sülz. Sie wurde 1930 nach Plänen der Architekten Ferdinand Pasmann und Joseph Bonn erbaut und geweiht. Die Kirche steht unter dem Patrozinium von Karl Borromäus und ist seit 1983 denkmalgeschützt. Unter den katholischen Kirchen der Moderne in Köln nimmt sie eine Doppelstellung zwischen Expressionismus und Neuem Bauen ein und die erste Kirche in Köln, die als Teil eines geschlossenen Wohnblocks gebaut wurde.

## Geschichte

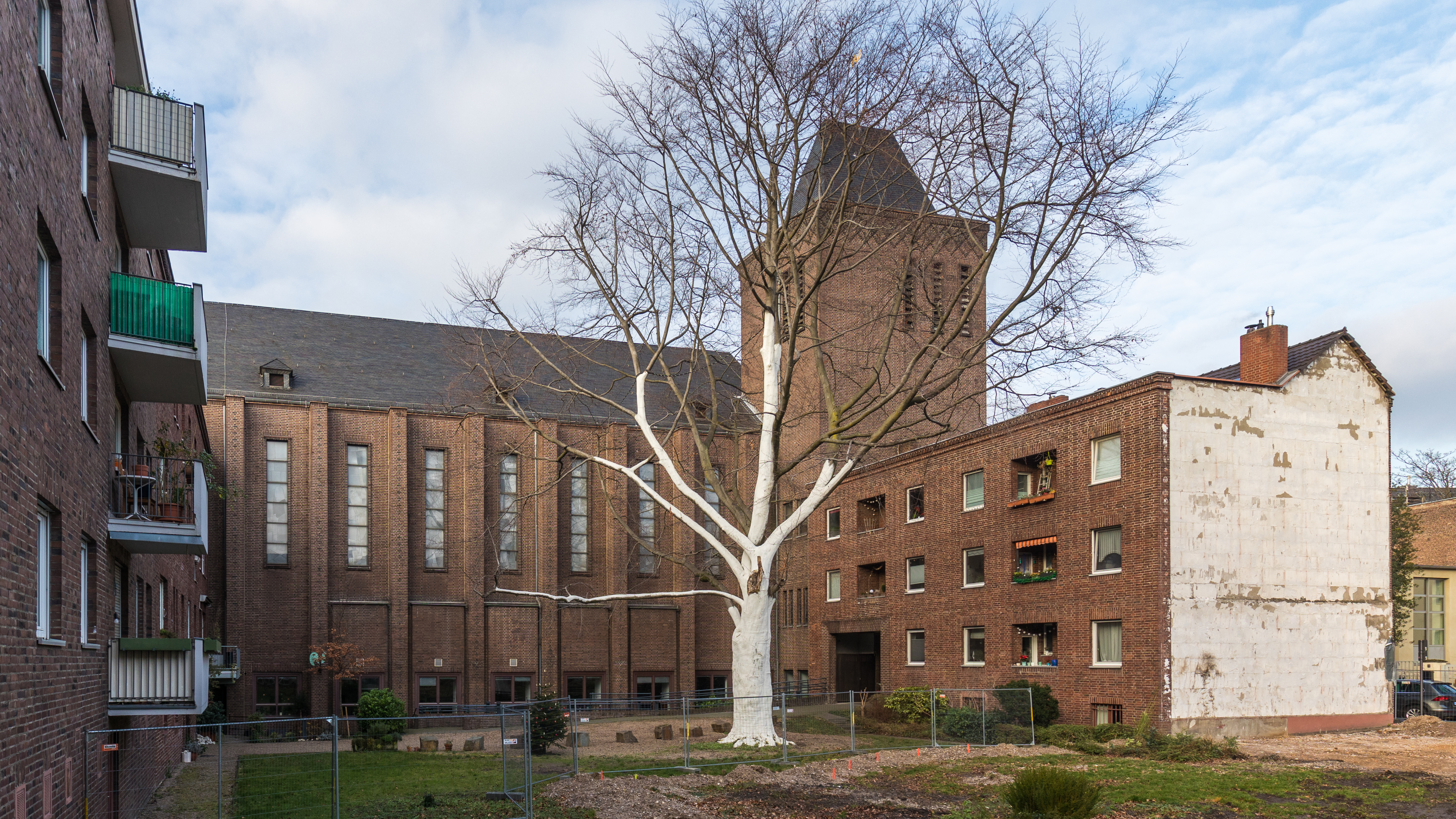
Rückansicht von der Hofseite (2021)

Der Stadtteil Sülz wuchs bevölkerungsmäßig in den 1920er Jahren so stark an, dass die Kirchengemeinde St. Nikolaus trotz vorheriger Gemeindeausgründungen immer noch 30.000 Mitglieder zählte. Man erwarb deshalb ein Eckgrundstück an der Zülpicher Straße auf dem Gelände einer ehemaligen Kiesgrube und beauftragte die Kölner Architekten Pasmann und Bonn mit dem Bau der Kirche und einer umgebenden Wohnbebauung.
Der erste Spatenstich erfolgte am 30. März 1930, die Grundsteinlegung am 9. Juni, am 9. November desselben Jahres wurde der Bau von Weihbischof Joseph Hammels geweiht.
Im Zweiten Weltkrieg wurde St. Karl Borromäus durch Luftangriffe stark beschädigt, jedoch nicht zerstört. Dach und Sakristei trugen erhebliche Schäden davon, und die Fenster waren alle zertrümmert worden. Die Reparaturarbeiten waren 1946 abgeschlossen. In den Folgejahren wurde die Gemeinde zunächst zur Rektoratspfarrei, dann 1950 zur selbständigen Pfarrei erhoben. Georg Meistermann schuf 1959 die 14 neuen Fenster; eine größere Neugestaltung des Inneren und Renovierung im Nachgang zum Zweiten Vatikanischen Konzil nahm 1967 der Architekt Gottfried Böhm in Zusammenarbeit mit dem Künstler vor, der hierzu vor allem den Altarbereich erneuerte.
Am 20. Januar 1983 wurde St. Karl Borromäus unter der Nummer 1307 in die Denkmalliste der Stadt Köln aufgenommen.  In den 1980er Jahren gab es eine Reihe von Sanierungs- und Umbaumaßnahmen im direkten Umfeld der Kirche sowie bei den Fenstern, ergänzt von weiteren Modernisierungen 1991, bei denen die Orgel erneuert, der Hochchor modernisiert und eine Werktagskapelle angebaut wurde. Die Leitung hierbei hatte Bert Kellermann.
Zum Jahreswechsel 2001/2002 löste sich die Gemeinde – ebenso wie ihre ehemalige Muttergemeinde St. Nikolaus – auf und gründete sich als gemeinsame St. Nikolaus und Karl Borromäus neu. Pläne, die Kirche zu einem Kolumbarium umzuwidmen, wurden fallengelassen; stattdessen werden die im Untergeschoss liegenden Gemeinderäume inzwischen auch weltlich durch verschiedene Einrichtungen genutzt.

## Baubeschreibung
Der große Backsteinklinkerbau, dessen Ornamente Anklänge an den Expressionismus zeigen, steht an einem Eckgrundstück und fügt sich in Höhe und Fassadenmaterial an zwei Straßen in die Wohnbebauung ein. Nur zur Zülpicher Straße hin stehen Nordseite und Turm offen und führen auf einen kleinen, zur Straße leicht erhöhten Vorplatz. Gegenüber dem Turm, der sich an der Straßenflucht orientiert, tritt der Hauptbau etwas zurück und macht so Platz für eines der beiden Eingangsportale. Das zweite öffnet sich aus dem nördlichen Seitenschiff zum Vorplatz hin.
Der Baukörper ist geradlinig und wird von einem schlichten Satteldach bedeckt. Die Langhausfassade ist in acht schmale Achsen strukturiert, von denen die erste an der Portalseite ohne Fenster ist. Die schmalen, rechteckigen Fenster zwischen den Wandabschnitten sind durch schmale Rahmungen in eine Bahn von Quadraten gegliedert. Der schmalere Chorbereich ist dem Außenbau kaum anzusehen, da er auf der gegenüberliegenden Straße in die Wohnbebauung übergeht – er ragt dort nur leicht erhöht und mit einem kleinen Giebel aus seiner Umgebung hervor.
Im Inneren, dessen aktuelles Erscheinungsbild sich primär aus der Umgestaltung von 1967 ergibt, bietet sich ein anderer Eindruck: Hell verputzt, sachlich-kühl und pfeilerlos erstreckt sich ein „Einraum“ von der durch eine Empore überbauten Vorhalle bis zum Chor. Die Stützenlosigkeit wird durch kräftige Unterzüge aus Beton ermöglicht, die auch zu unterschiedlichen Deckenhöhe führen – diese ist in der Mittelachse durchgehend bis zum Chor erhöht gegenüber den seitlichen Raumbereichen. Sie hebt sich zusätzlich durch eine kräftig-dunkelblaue Farbfassung von den übrigen Wänden und Decken ab.
Der Altarbereich liegt erhöht und wird durch hoch liegende Fenster beleuchtet – diese werden durch die Bauhöhe des Chors gegenüber der Wohnbebauung möglich.
Im Turm, der früher als Taufkapelle diente, befindet sich inzwischen eine Werktagskapelle. Er ist fensterlos und schließt unter der Traufe mit einem Rautenfries ab; auf seinem Walmdach steht ein Kreuz als Turmbekrönung. Über seinem Außenportal, das ebenso gestuft ist wie das Eingangsportal, ist eine Bronzeskulptur von Karl Borromäus angebracht.

## Ausstattung
Die Meistermannschen Fenster von 1959 zeigen eine Versammlung von Heiligen: Therese von Lisieux, Christophorus, die Heilige Familie, Gabriel, Raphael und Elisabeth auf der Südseite, Hildegard, Bonifatius, Albertus Magnus, Petrus, Laurentius, Don Bosco und Franziskus auf der Nordseite. Die Bleiverglasung wurde aus Überfang- und Opalglas in weißen und grauen Tönen von Wilhelm Derix angefertigt und von Meistermann mit Schwarzlot bemalt.
Ebenfalls von Meistermann stammt das Wandgemälde hinter dem Altar, eine optische Variation zu einigen Gedanken des hl. Johannes, vor dem das Gabelkreuz mit zwei Begleitskulpturen von Wilhelm Tophinke aufgestellt wurde. Dieses hing seit 1951 bis zu der Umgestaltung im Jahr 1968 als Kreuzigungsgruppe an der Altarwand – mit Maria Magdalena als mittlere, tief unterhalb des Kreuzes, aber aus demselben Stamm geschnitzte Figur. Diese wurde für das neue Konzept entfernt.

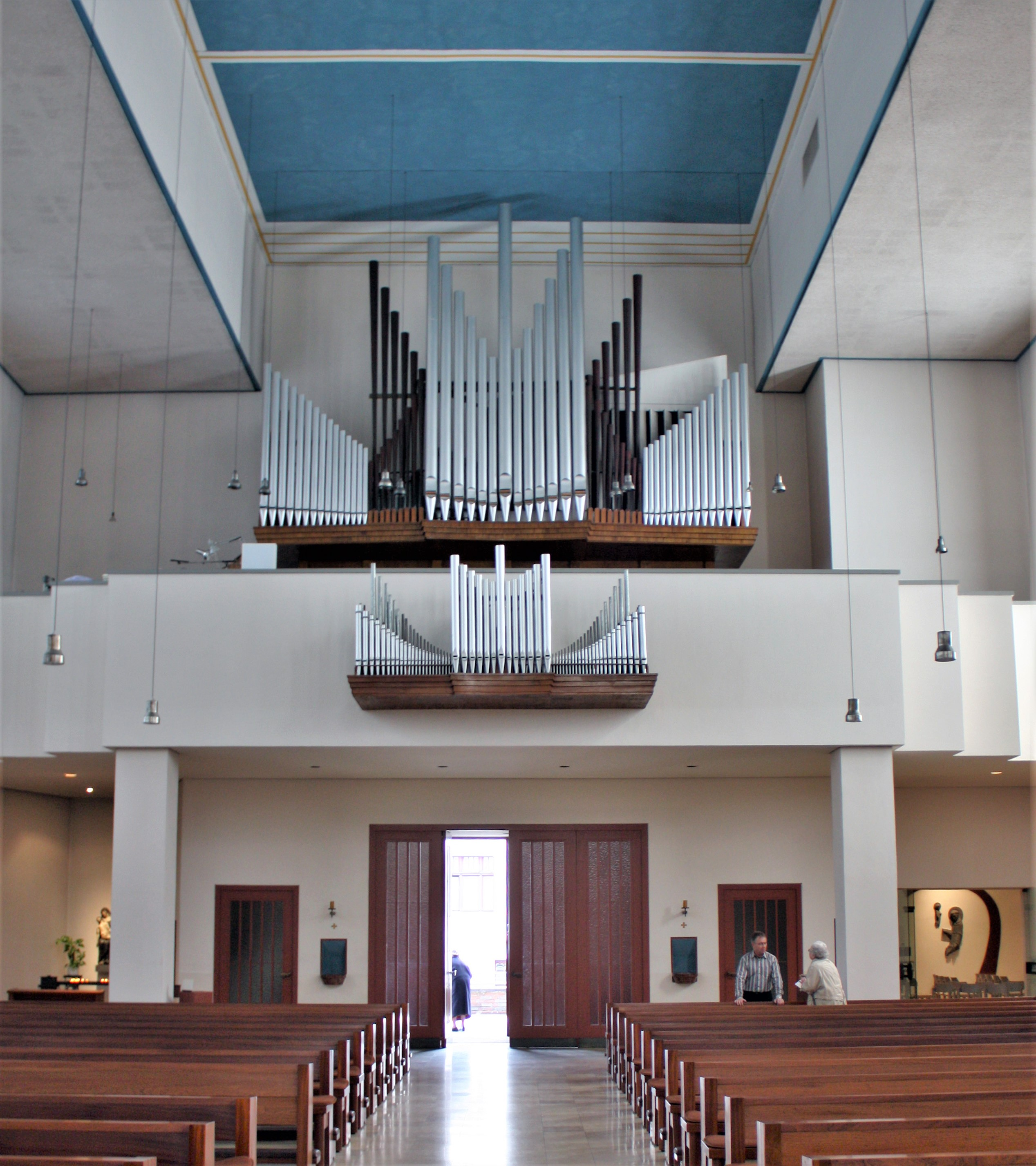
Orgelempore mit Freipfeifenprospekt

Ein seitlicher Sakramentsaltar aus weißem Marmor wurde im Rahmen der Umgestaltung von Gottfried Böhm entworfen, die neue Tabernakeltür von Klaus Balke. Bei der Umwidmung der Taufkapelle zur Werktagskapelle bekam das Taufbecken von ca. 1930 vor dem Sakramentsaltar seinen Platz.
Die 14 schlichten Stationsbilder des Kreuzwegs an den Längsseiten des Kirchenschiffs wurden schon 1948 von Wilhelm Tophinke geschnitzt.
Die dreimanualige Seifert-Orgel mit 37 Registern stammt von 1954 und wurde in den Jahren 1990/1991 vollständig überholt. Die Pfeifen stehen symmetrisch und ohne Gehäuse frei im Raum.
Das zweistimmige Geläut besteht aus einer geliehenen Glocke von 1924 aus der Glockengießerei Otto, die 1930 eingebaut und 1947  käuflich erworben wurde, sowie einer so genannten Patenglocke. Diese ist eine gotische Glocke von 1521, die ursprünglich aus der Stadtkirche in Świerzawa in Schlesien stammte und zu Kriegszwecken abgegeben und eingelagert worden war, dann aber den Krieg unbeschadet überstanden hatte. Die Schlagtöne sind dis′ und fis′.